# Stockholm–Mariehamn–Tallinn
Färjelinjen mellan Stockholm och Tallinn (via Mariehamn) trafikeras av rederiet Tallink. Det går en tur per riktning och dygn. De avgår klockan 17.30 (Stockholm) och 18.00 (Tallinn) varje kväll. Fartygen heter M/S Victoria I och M/S Baltic Queen. Turerna tar 15–16 timmar, vilket gör att varje fartyg endast gör en enkeltur per dygn.
Färjorna lägger till i Värtahamnen i Stockholm (E 20 och Busslinje 1 eller 76), västra hamnen i Mariehamn och i Vanasadam (Gamla hamnen) i Tallinns centrum.

## Historia
Passagerartrafik på linjen Stockholm–Tallinn startades år 1920 med passagerarångfartyg Kalevipoeg. 1935 trafikerades linjen också av passagerarångfartyget Vasa och från 1936 av passagerarångfartyget Estonia. Under år 1938 reste med Vasa och Estonia totalt 13 571 passagerare och transporterades 15 587 ton gods. Passagerarfartygstrafik från Estland stoppades i juni 1940 i samband med sovjetisk ockupation av Estland. Fram till år 1940 fanns utöver passagerarlinjen Stockholm–Tallinn också sommarlinjen Stockholm–Pärnu.
Färjelinjen Stockholm–Tallinn startades igen år 1990 av samriskföretaget Estline, rederiets färjor trafikerade linjen fram till slutet av år 2000. I början av 2001 startades färjetrafiken av det estniska rederiet Tallink.